# Wheat Ridge
Wheat Ridge est une municipalité américaine de l'État du Colorado située dans le comté de Jefferson.

## Géographie
La municipalité s'étend sur 24,73 km2 immédiatement à l'ouest de Denver, dans le piémont du Colorado à l'est du Front Range. Elle fait partie de la zone métropolitaine Denver-Aurora. Elle est arrosée par le Clear Creek.

## Histoire
Wheat Ridge est érigée en corporation municipale le 17 juin 1969.

## Démographie
| 1960   | 1970   | 1980   | 1990   | 2000   | 2010   |
| ------ | ------ | ------ | ------ | ------ | ------ |
| 21 619 | 29 778 | 30 293 | 29 419 | 32 913 | 30 166 |

| 2020   | - | - | - | - | - |
| ------ | - | - | - | - | - |
| 32 398 | - | - | - | - | - |

## Politique et administration

### Administration locale
La ville appartient au comté de Jefferson, dont le siège est à Golden.

### Administration municipale
Le maire est élu pour un mandat de quatre ans et rééligible une fois. La ville est divisée en quatre wards, représentés chacun par deux conseillers. Formant le conseil de la ville, ils sont tous les huit élus pour un mandat de quatre ans et renouvelables par moitié tous les deux ans.
| Période                                  | Période       | Identité       | Étiquette | Qualité |
| ---------------------------------------- | ------------- | -------------- | --------- | ------- |
| Les données manquantes sont à compléter. |               |                |           |         |
| novembre 2005                            | novembre 2013 | Jerry DiTullio |           |         |
| novembre 2013                            | novembre 2017 | Joyce Jay      |           |         |
| novembre 2017                            | en cours      | Bud Starker    |           |         |